# Sophie Dee
Sophie Dee (Llanelli, 17 de janeiro de 1984) é uma atriz pornográfica galesa. Entrou para a indústria de filmes adultos em 2005, e desde então apareceu em mais de 320 filmes.

## Biografia
Ela inicialmente frequentou o colégio no País de Gales, e mudou-se para a Inglaterra por um tempo, mas depois voltou à Gales para concluir o ensino médio.
Após deixar o colégio, teve vários empregos, como trabalhar em cafés e vendendo produtos de porta em porta. Mais tarde, tornou-se uma lapdancer, e lhe foi oferecido um emprego como modelo de topless no jornal britânico The Daily Sport. Trabalhou como Page Three por cerca de um ano e meio. Em janeiro de 2005, mudou-se para a Califórnia para iniciar sua carreira no cinema adulto.
Ela foi a garota da capa da Booble.com nos meses de março e outubro de 2008.

## Prêmios
- 2008: Urban Spice Awards – Best Interracial Star — indicada[6]
- 2009: AVN Award – Best All-Girl Group Sex Scene – Squirt Gangbang 3 — indicada[7]
- 2009: AVN Award – Unsung Starlet of the Year — indicada[7]
- 2009: AVN Award – Web Starlet of the Year – clubsophiedee.com — indicada[7]
- 2010: AVN Award – Best All-Girl Three-Way Sex Scene – Storm Squirters 6 — indicada[8]
- 2010: AVN Award – Web Starlet of the Year — indicada[8]
- 2010: XBIZ Award – Porn Star Website of the Year — indicada[9]
- 2011: AVN Award – Best Porn Star Website – ClubSophieDee.com — indicada[10]
- 2011: AVN Award – Unsung Starlet of the Year — indicada[10]
- 2011: Urban X Award – Interracial Star of the year — venceu[11]
- 2011: Urban X Award – Best Three-Way Sex Scene[11]
- 2013: XBIZ Award – Best Scene-Gonzo/Non-Feature Release for Pool Party at Seymour's 3 — indicada[12]